# 百万町歩開墾計画
百万町歩開墾計画（ひゃくまんちょうふかいこんけいかく）とは、奈良時代に政府が掲げた計画である。この計画は722年（養老6年）閏4月25日、長屋王政権下で出された太政官奏（全4条）のうちの第2条に相当する。

## 概要
従来この太政官奏の第2条と第3条は全国に向けて発出されたものと解釈されていたが村尾次郎が主に奥羽に向け出されたものとする学説を提示しており、これには石母田正らの反論もある。良田百万町歩開墾計画とも呼ばれる。ただ、百万町歩という数字は現実的な数字ではなく、ただの理想、スローガンであるともされている。
太政官奏全4条の内容は以下のとおりである。(現代語訳)
1. 陸奥の政情が不安定で人民が定住できにくいために，庸調を免じ，また都へ上っている人々を国へ帰す。
2. 民を10日間労役させて良田百万町を開墾する、国郡司で開墾しない者は罰し、百姓で3,000石以上の収穫をあげれば勲位六階、1,000石以上は終身庸を免除、八位以上の者は勲位一階を昇叙する。
3. 公私の出挙の利は3割とする。
4. 辺境の鎮守に食料は重要であるから、その貯えを貢進する者には叙位する。

以上の4段からなっている。
10世紀初めころ編纂された「和名類聚鈔」によると、陸奥国が約5万1,000町，出羽国が約3万6,000余町とあり両国合わせても総田数は9万町に満たないほどであった。また全国の総田数でも88万余町で100万町歩に満たず、これが上記のとおり、スローガンであったのではないかとされる所以である。